# Stictoptera atriferella
Stictoptera atriferella är en fjärilsart som beskrevs av Embrik Strand 1917. Stictoptera atriferella ingår i släktet Stictoptera och familjen nattflyn. Inga underarter finns listade i Catalogue of Life.